# Culex articularis
Culex articularis är en tvåvingeart som beskrevs av Philippi 1865. Culex articularis ingår i släktet Culex och familjen stickmyggor. Inga underarter finns listade i Catalogue of Life.